# Kunstljeva vila
Kunstljeva vila je meščanska vila, ki stoji ob Tržaški cesti v središču Vrhnike. Zgrajena je bila leta 1911 po načrtih stavbarskega mojstra Filipa Supančiča (Zupančiča) za premožnega vrhniškega trgovca z lesom Josipa Kunstlja. Dvonadstropno vilo z lesenimi balkoni pokriva dvokapna streha s stiliziranima čopoma in piramidastim poudarkom pročelja.
Zgradba je uvrščena v register slovenske kulturne dediščine. Leta 2012 je bila temeljito obnovljena.